# 京都府道565号余部下舞鶴港線
京都府道565号余部下舞鶴港線（きょうとふどう565ごう あまるべしもまいづるこうせん）は、京都府舞鶴市を通る一般府道である。

## 概要
舞鶴市字余部下から舞鶴市字魚屋に至る。
中舞鶴といわれる東舞鶴と西舞鶴の間の地域から舞鶴湾岸を舞鶴港に向かう府道である。

### 路線データ
- 起点：舞鶴市字余部下（中舞鶴歩道橋交差点、国道27号交点）
- 終点：舞鶴市字魚屋（魚屋大森交差点、国道177号交点）

## 路線状況

### 道路施設

#### 橋梁
- 大和橋（伊佐津川、舞鶴市）

## 地理

### 通過する自治体
- 舞鶴市

### 交差する道路
| 交差する道路 | 交差する場所 | 交差する場所              |
| ------------ | ------------ | ------------------------- |
| 国道27号     | 字余部下     | 中舞鶴歩道橋交差点 / 起点 |
| 国道177号    | 字魚屋       | 魚屋大森交差点 / 終点     |

### 沿線
- 海上自衛隊グラウンド
- 共楽公園
- 中舞鶴郵便局
- 舞鶴市中総合会館
  - 舞鶴市中央公民館
  - 舞鶴市保健センター
  - まいづる子育て支援基幹センター
  - まいづるファミリー・サポート・センター
  - 舞鶴市社会福祉協議会
  - 舞鶴市中コミュニティセンター
  - 舞鶴市女性センター
- 舞鶴市立中保育所
- 五森神社
- 海上自衛隊補給所
- 舞鶴長浜簡易郵便局
- 舞鶴市立和田中学校
- 舞鶴学童女子ソフトボール専用グラウンド
- 舞鶴計器
- 医療法人正峰会アザレア舞鶴・モンファミーユ舞鶴（老人保健施設）
- 舞鶴国際埠頭
- 匂崎公園
- 舞鶴ダイビングスポーツ
- 舞鶴漁業協同組合
- 法護寺
- 水無月神社
- 舞鶴市立吉原小学校・吉原小学校区放課後児童クラブ
- 舞鶴魚屋郵便局
- 舞鶴水産流通協同組合
- 舞鶴蒲鉾協同組合
- 住吉神社